# Božov Potok
Božov Potok (Servisch cyrillisch Божов Поток) is een plaats in de Servische gemeente Sjenica. De plaats telt 195 inwoners (2002).